# Acheroraptor
Acheroraptor — викопний рід дромеозаврид, відомий з пізньої маастрихтської формації Гелл-Крік у Монтані, США. Він містить один вид, Acheroraptor temertyorum. A. temertyorum є одним із двох геологічно наймолодших відомих видів дромеозавридів, іншим є Dakotaraptor, який також відомий з Гелл-Крік. Базальний двоюрідний брат Velociraptor, Acheroraptor відомий з матеріалу верхньої та нижньої щелеп.

## Відкриття та найменування

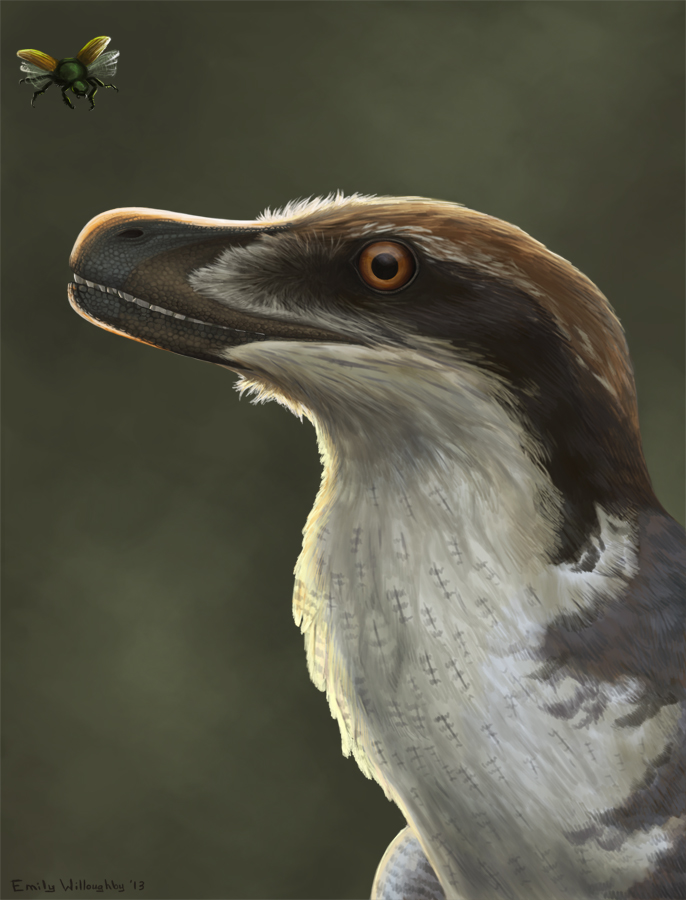
Реконструкція

Acheroraptor був вперше описаний і названий Девідом С. Евансом, Дереком В. Ларсоном і Філіпом Дж. Каррі у 2013 році, типовим видом є Acheroraptor temertyorum. Родова назва походить від грецького Ἀχέρων, Acheron, «підземний світ», у зв'язку з походженням із формації Гелл-Крік, і латинського raptor, «злодій». Видова назва на честь Джеймса та Луїзи Темерті, голови Northland Power та ROM Board of Governors і його дружини, які підтримували музей протягом багатьох років.
Ахерораптор відомий з голотипу ROM 63777, повної правої верхньої щелепи з декількома верхньощелепними зубами (деякі ізольовані), і зі згадуваного зубного ряду (нижня щелепа) ROM 63778, обидва зберігаються в Королівському музеї Онтаріо, Канада. Обидва зразки були зібрані приблизно за чотири метри один від одного, з того самого змішаного фауністичного кісткового ложа, яке зустрічається у верхній частині формації Гелл-Крік у Монтані, що датується останнім маастрихтським етапом пізньої крейди, безпосередньо перед вимиранням у крейда-палеогені. Голотипний зразок був зібраний 28 серпня 2009 року комерційними мисливцями за скам'янілостями, один з яких також зібрав дентарія через кілька років, і які пізніше змогли надати детальні географічні дані за допомогою GPS і фотографії зразка на місці в землі на день відкриття. Згодом обидва екземпляри були придбані Королівським музеєм Онтаріо у приватного колекціонера.
Acheroraptor є наймолодшим видом дромеозавридів і походить з формації Гелл-Крік. Формація Гелл-Крік походить з часів крейдяно-палеогенового вимирання та датується 66 ± 0,07 мільйона років тому.